# 王朝佐 (弘治進士)
王朝佐（1466年—？），字廷望，浙江溫州府平陽縣人，軍籍，明朝政治人物。

## 生平
浙江鄉試第七十八名舉人。弘治九年（1496年）中式丙辰科會試第二十一名，二甲第四十七名進士。

## 家族
曾祖王守正；祖父王旻；父王平生，母何氏。具慶下。